# Джазовое фортепиано

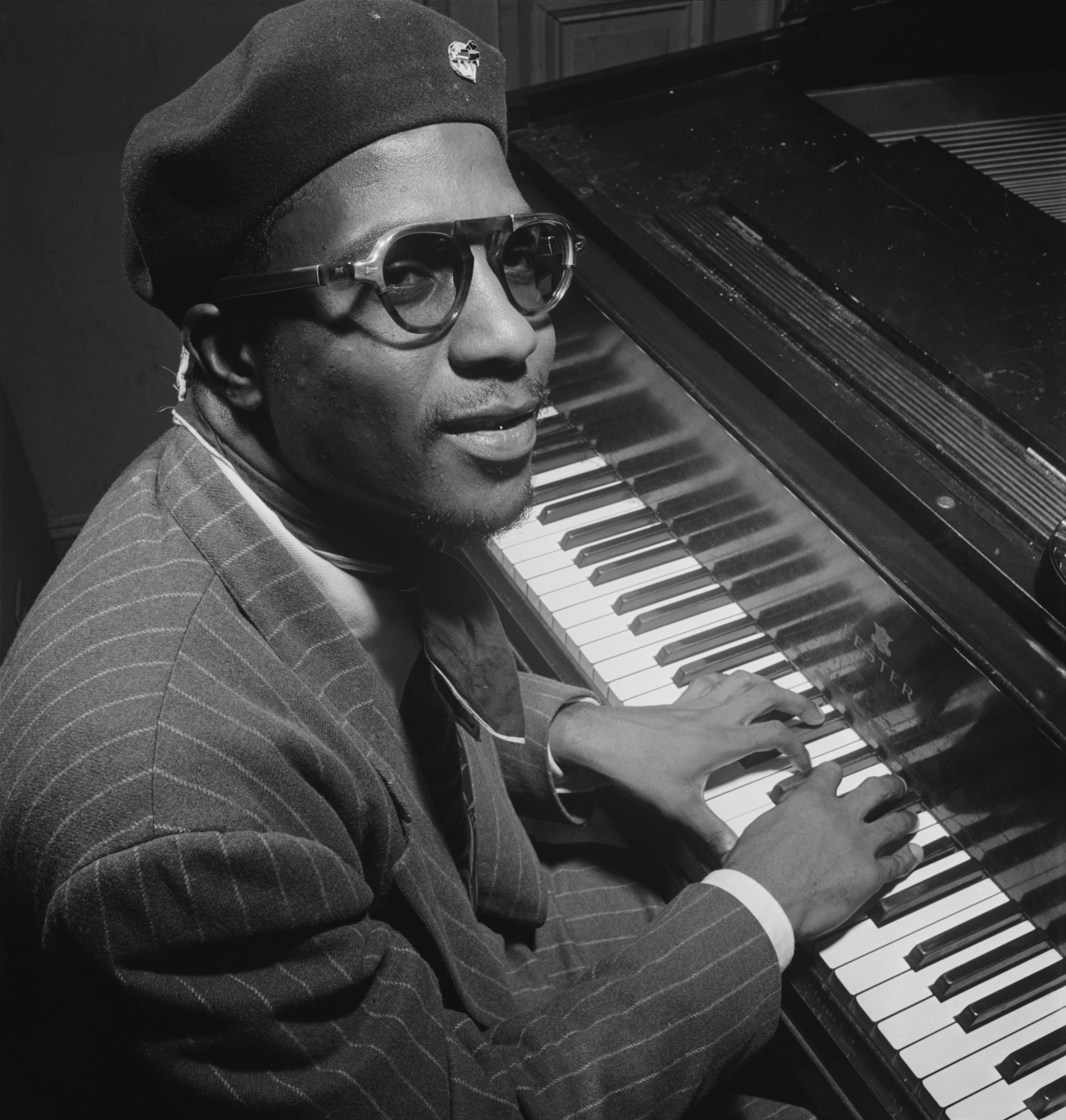
Телониус Монк в 1947 году

Джазовое фортепиано — собирательный термин для техник, которые применяют джазовые пианисты, играя джаз. В расширенном смысле слово может употребляться и для таких же техник игры на любом другом клавишном инструменте.
Фортепиано было неотъемлемой частью джазового стиля с самого начала, и соло и в составе ансамбля. Его роль одна из самых многогранных, в значительной степени из-за объединённой мелодичной и гармонической природы инструмента. По этой причине фортепиано важный инструмент в понимании теории джаза и аранжировок для джазовых исполнителей и композиторов. Наряду с гитарой, а также вибрафоном и другими клавишными, фортепиано — один из немногих инструментов в инструментальном джазовом ансамбле, который может играть аккорды, а не только отдельные ноты, как саксофон или труба.